# Scott Douglas Altman
Scott Douglas Altman (Lincoln, Illinois, 1959. augusztus 15. –) amerikai űrhajós.

## Életpálya
1981-ben az University of Illinois keretében repüléstechnikából és űrhajózási technikából vizsgázott. 1983-ban kapott repülőgép vezetői jogosítványt. Szolgálati repülőgépe F–14 volt. 1987-1990 között a Haditengerészeti Posztgraduális Iskolában megerősítette repülőmérnöki diplomáját. 1990-ben tesztpilóta kiképzésben részesült. Az F–14 különböző típusait, fegyverzetét, elektronikáját tesztelte. Harci bevetésen Dél-Irakban szolgált. Több mint 7000  órát töltött a levegőben, több mint 40 típusú repülőgépen repült illetve tesztelt..
1994. december 9-től a Lyndon B. Johnson Űrközpontban részesült űrhajóskiképzésben. 2005-ig az Exploration Systems Mission Centrum igazgató-helyettese. Négy űrszolgálata alatt összesen 17 napot, 7 órát és 12 percet (1237 óra) töltött a világűrben.Űrhajós pályafutását 2010. szeptember 3-án fejezte be.

## Űrrepülések
- STS–90, a Columbia űrrepülőgép 25. repülésének pilótája. A Spacelab mikrogravitációs laboratóriumban (Neurolab) hat űrügynökség és hét amerikai kutató intézet által összeállított kutatási, kísérleti és anyagelőállítási küldetését végezték. Kilenc ország 31 programját teljesítették. A legénység 12 órás váltásokban végezte feladatát. Első űrszolgálata alatt összesen 15 napot, 21 órát és 50 percet (382 óra) töltött a világűrben. 10 000 000 kilométert (6 200 000 mérföldet) repült, 256 alkalommal kerülte meg a Földet.
- STS–106 az Atlantis űrrepülőgép küldetés pilótája. A logisztikai alapellátáson (3 tonna) kívül az ISS űrállomás építéséhez szállítottak berendezéseket (akkumulátorok, hálózati átalakítók, oxigént termelő berendezések, és futópad). Második szolgálatán összesen 11 napot, 19 órát és 12 percet töltött a világűrben, 7 916 754 kilométert tett meg.
- STS–109, a Columbia űrrepülőgép 27. repülésének parancsnoka. Az űrhajósok a negyedik nagyjavítás alatt, öt űrsétán szereltek fel új berendezéseket a Hubble Space Telescope (HST) Hubble űrtávcső re. Harmadik űrszolgálata alatt összesen 10 napot, 22 órát és 10 percet (262 óra) töltött a világűrben.  6 300 000 kilométert (3 900 000 mérföldet) repült, 165 kerülte meg a Földet.
- STS–125, az Atlantis űrrepülőgép 30. repülésének parancsnoka. Az űrhajósok az ötödik nagyjavítást végezték a Hubble űrtávcsövön (HST). Egy IMAX kamerával felvették a javítás minden  pillanatát. 2014-ig nem kell javító munkálatokat végezni. Negyedik űrszolgálata alatt összesen 12 napot, 21 órát és 38 percet (309 óra) töltött a világűrben.8 500 000 kilométert (5 300 000 mérföldet) repült, 197 alkalommal kerülte meg a Földet.